# Rainbow Kitten Surprise
Rainbow Kitten Surprise — альтернативная рок-инди- группа, в которую входят вокалист Эла Мело, Дэррик «Боззи» Келлер (гитара, бэк-вокал), Итан Гудпастер (электрогитара), Джесс Хейни (ударные) и Чарли Холт (бас). Члены группы родом из Буна, Северная Каролина, а также из Роббинсвилля, Северная Каролина (Джесс Хейни и Итан Гудпастер). На музыку Rainbow Kitten Surprise, или «RKS», оказали влияние Modest Mouse, Kings of Leon, Frank Ocean и Schoolboy Q.

## История
Группа Rainbow Kitten Surprise была основана в 2013 году Сэмом Мело и Дэрриком Келлером, когда они вместе писали и сочиняли музыку во время учебы в Аппалачском государственном университете. Их первый мини-альбом «Mary» был записан в комнате общежития университета. Позже к ним присоединились трое новых участников: Итан Гудпастер, Джесс Хейни и Чарли Холт. RKS независимо выпустили свой первый альбом «Seven», который позже был переиздан вместе с первым EP группы в виде совмещённого альбома «Seven + Mary». Изначально RKS записывала свою музыку под Split Rail Records, студенческим лейблом Музыкальной школы Hayes при Государственном университете Аппалачей, где учились трое участников группы. С 2014 по 2017 год Rainbow Kitten Surprise выступала на нескольких музыкальных фестивалях и других мероприятиях, включая Bonnaroo Music and Arts Festival и Austin City Limits Festival.
В начале 2018 года RKS выпустила альбом «How To: Friend, Love, Freefall» под лейблом Elektra Records. В него вошли 13 треков, в том числе глубоко раскрывающий и эмоциональный сингл «Hide», а также видеоклип о четырех трансвеститах, совершающих каминг-аут перед своими семьями. Сингл «Fever Pitch» из нового альбома весной 2018 года поднялся на 34-е место по популярности в чарте Billboard Alternative Song. Весной и летом 2018 года группа гастролировала по США и Канаде для продвижения альбома.
В апреле 2019 года RKS выступили на нескольких площадках по всей Северной Каролине, чтобы собрать средства для Equality NC, старейшей в стране организации по обеспечению равенства прав ЛГБТ в масштабах штата.
В мае 2019 года RKS выпустили Mary (би-сайды), состоящую из студийной записи «Heart» (песня, изначально выпущенная на YouTube и Soundcloud в 2014 году) и нового трека «No Vacancy».
В июне 2019 года группа выступила в легендарном амфитеатре Red Rocks, билеты на который были распроданы за 7 дней.
В январе 2020 года шоу PBS Austin City Limits транслировало Rainbow Kitten Surprise в получасовом наборе, записанном предыдущей осенью.
30 марта 2022 года Сэм Мело объявил, что является трансгендерной женщиной по имени Эла.

## Дискография
- Seven + Mary (2013)
- RKS (2015)
- How To: Friend, Love, Freefall (2018)
- Mary (B-Sides) (2019)